# Charlotte Hornets 1988-1989
La stagione 1988-89 dei Charlotte Hornets fu la 1ª nella NBA per la franchigia.

## Roster
| N° | Naz.                   | Ruolo | Sportivo       | Anno | Alt. | Peso |
| -- | ---------------------- | ----- | -------------- | ---- | ---- | ---- |
| 1  | Stati Uniti (bandiera) | G     | Muggsy Bogues  | 1965 | 160  | 62   |
| 3  | Stati Uniti (bandiera) | G     | Rex Chapman    | 1967 | 193  | 84   |
| 6  | Stati Uniti (bandiera) | G     | Michael Holton | 1961 | 193  | 84   |
| 7  | Stati Uniti (bandiera) | GA    | Kelly Tripucka | 1959 | 198  | 100  |
| 14 | Stati Uniti (bandiera) | G     | Rickey Green   | 1954 | 183  | 77   |
| 22 | Stati Uniti (bandiera) | G     | Ralph Lewis    | 1963 | 198  | 91   |
| 23 | Stati Uniti (bandiera) | AC    | Tom Tolbert    | 1965 | 201  | 107  |
| 25 | Stati Uniti (bandiera) | AC    | Earl Cureton   | 1957 | 206  | 95   |
| 30 | Stati Uniti (bandiera) | G     | Dell Curry     | 1964 | 193  | 86   |
| 31 | Stati Uniti (bandiera) | A     | Kurt Rambis    | 1958 | 203  | 97   |
| 32 | Stati Uniti (bandiera) | C     | Greg Kite      | 1961 | 211  | 113  |
| 32 | Stati Uniti (bandiera) | A     | Brian Rowsom   | 1965 | 206  | 100  |
| 35 | Stati Uniti (bandiera) | G     | Sidney Lowe    | 1960 | 183  | 88   |
| 41 | Stati Uniti (bandiera) | AC    | Tim Kempton    | 1964 | 208  | 111  |
| 42 | Stati Uniti (bandiera) | AC    | Dave Hoppen    | 1964 | 211  | 107  |
| 50 | Stati Uniti (bandiera) | GA    | Robert Reid    | 1955 | 203  | 93   |

## Staff tecnico
- Allenatore: Dick Harter
- Vice-allenatori: Ed Badger, Gene Littles